# Latrunculia palmata
Latrunculia palmata är en svampdjursart som beskrevs av Claude Lévi 1964. Latrunculia palmata ingår i släktet Latrunculia och familjen Latrunculiidae.
Artens utbredningsområde är Filippinerna. Inga underarter finns listade i Catalogue of Life.